# Intermaxillärknota

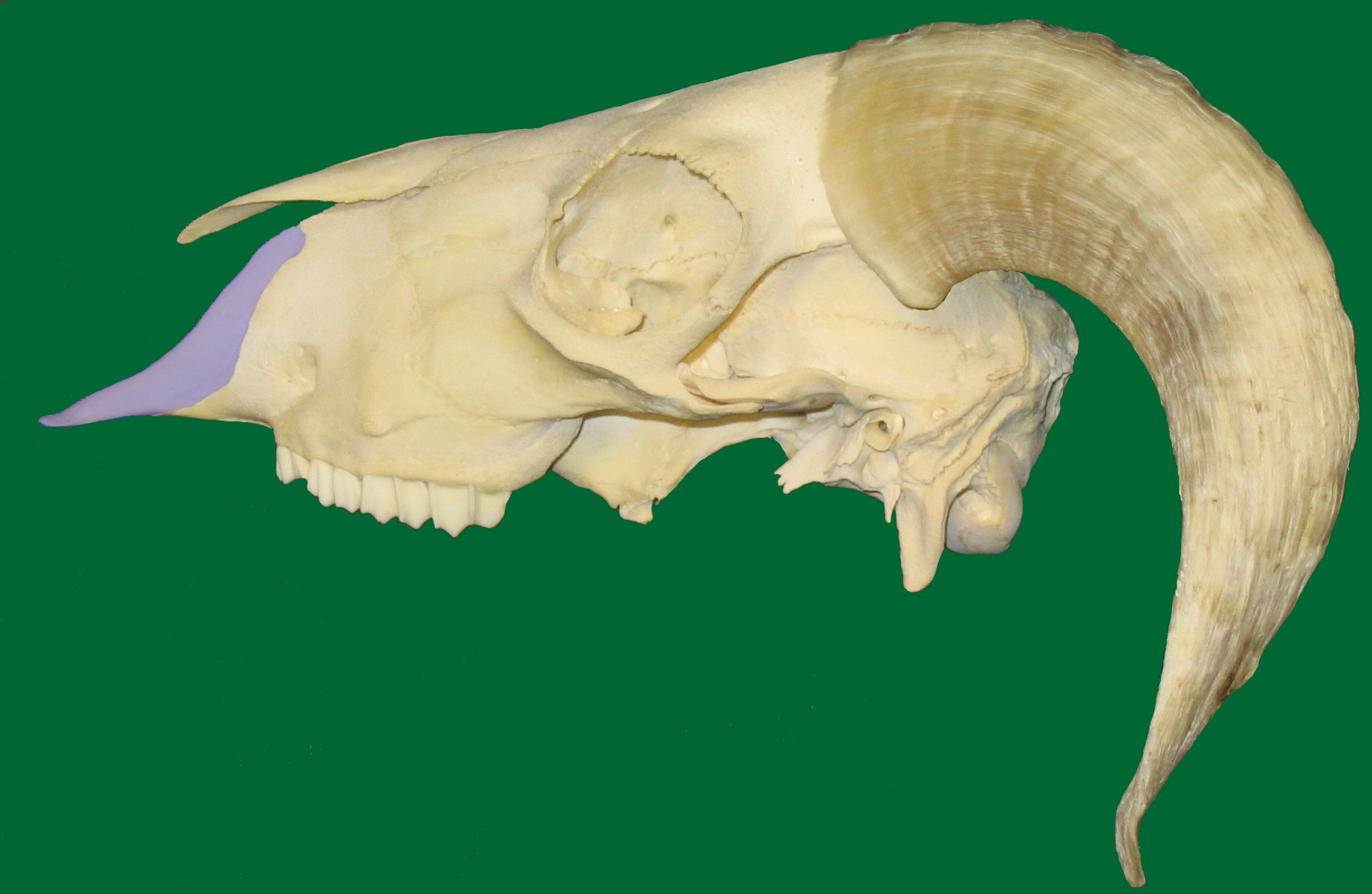
Skalle av ett får, intermaxillärknota markerade med ljusblå färg.

Intermaxillärknota (Os intermaxillare, av inter=mellan, och maxilla=kind) eller (Os incisivum , på grund av att det bär framtänderna) är ett benpar, som intar kraniets nosspets mellan de båda överkäksbenen hos ett flertal däggdjur. Vid regelbunden utveckling finns dessa ben hos människan bara i anlag under fosterlivets första månader och sammansmälter sedan med överkäksbenen, utan att nå betydligare storlek. Vid vissa anatomiska defekter växer de ut och når större självständighet.